# Rotpartiet
Rotpartiet (ROT) är ett lokalt politiskt parti i Åtvidabergs kommun som bildades inför kommunfullmäktige valet 1994 i Åtvidaberg. I valet 2006 fick det endast tio röster och förlorade därmed sitt mandat i kommunfullmäktige.

## Valresultat
| År   | Röster | %    | Mandat  |
| ---- | ------ | ---- | ------- |
| 1994 | –      | 3,8  | 2 av 45 |
| 1998 | 525    | 6,98 | 3 av 45 |
| 2002 | 234    | 3,25 | 1 av 45 |
| 2006 | 10     | 0,14 | 0 av 45 |